# 李佩佑
李佩佑（1943年11月—），男，汉族，江苏建湖人，中华人民共和国政治人物，江苏省高级人民法院原院长、党组书记，江苏省人大常委会原副主任，中共十四大代表，第七届全国人大代表。